# Nikolai Alexandrowitsch Dobroljubow

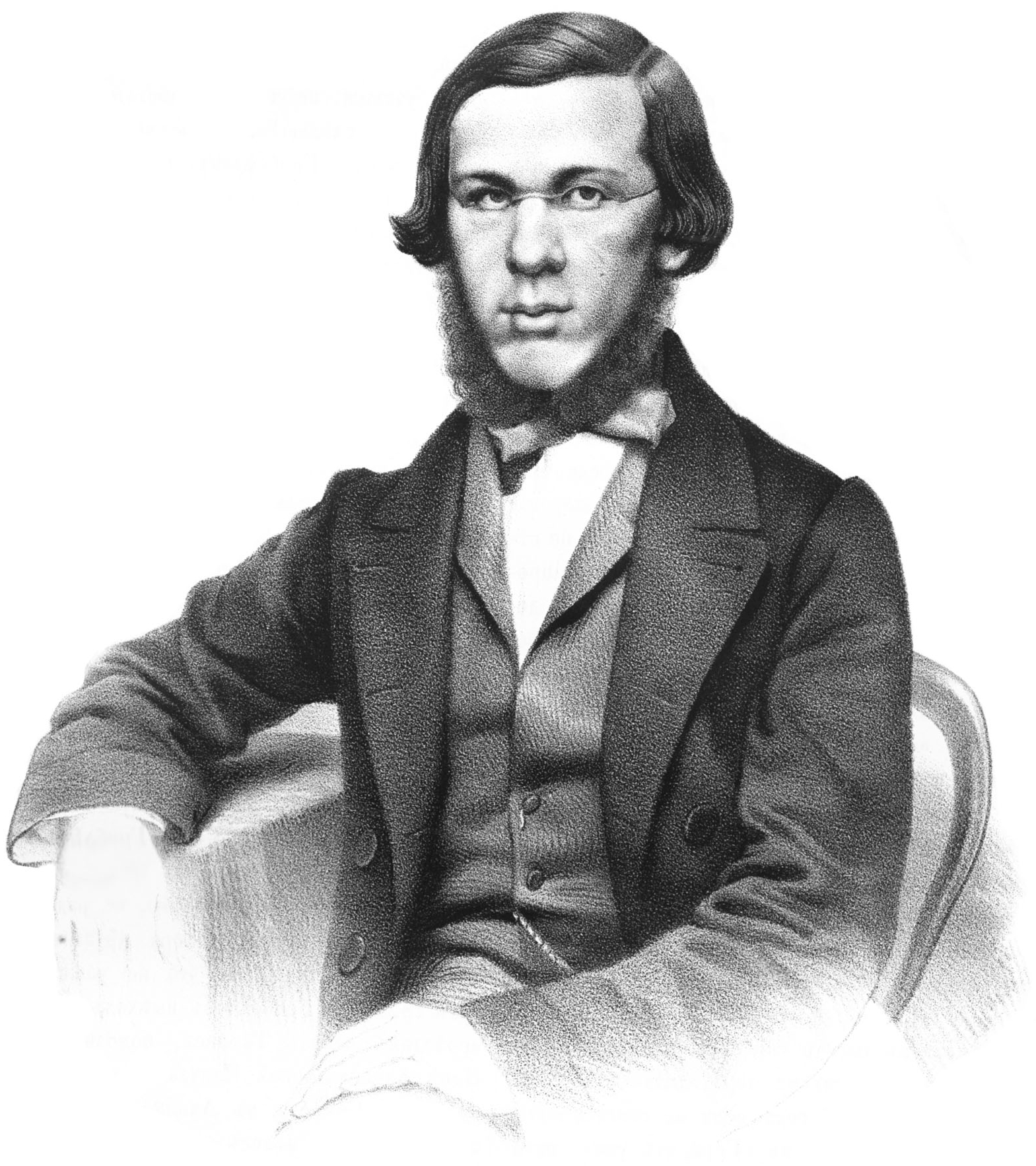
Nikolai Dobroljubow

Nikolai Alexandrowitsch Dobroljubow (russisch Николай Александрович Добролюбов; * 24. Januarjul. / 5. Februar 1836greg. in Nischni Nowgorod; † 17. Novemberjul. / 29. November 1861greg. in Sankt Petersburg) war ein russischer Literaturkritiker, Publizist, materialistischer Philosoph und revolutionärer Demokrat.

## Biografie
Dobroljubow wurde als Sohn eines Priesters in Nischni Nowgorod an der Wolga geboren. Er zeigte schon von Kindheit an ein außergewöhnliches Interesse für Literatur und eine hohe Begabung fürs Schreiben. Nach dem Besuch einer geistlichen Schule in Nischni Nowgorod ging Dobroljubow 1853 in die Hauptstadt Sankt Petersburg und nahm dort ein Studium an einer pädagogischen Hochschule auf, das er vier Jahre später abschloss.
Schon während des Studiums gehörte er einer oppositionellen Studentengruppe an und war an der Herausgabe einer illegalen Zeitung beteiligt. 1856 lernte er die Autoren Tschernyschewski und Nekrassow kennen. Bald darauf begann Dobroljubow seine Tätigkeit als einer der Redakteure der liberalen Literaturzeitschrift Sowremennik. Dort publizierte er als Hauptautor einer Satire-Rubrik unter anderem Parodien und Feuilletons. Zu seinen heute noch bekanntesten Werken zählen die Rezensionen „Was ist Oblomowtum?” (russ.: „Что такое обломовщина?“) zum Roman „Oblomow“ von Iwan Gontscharow und „Ein Lichtstrahl im Reich der Finsternis“ (russ.: „Луч света в тёмном царстве“) zu dem Werk „Gewitter“ (russ. „Гроза“) von Alexander Ostrowski.

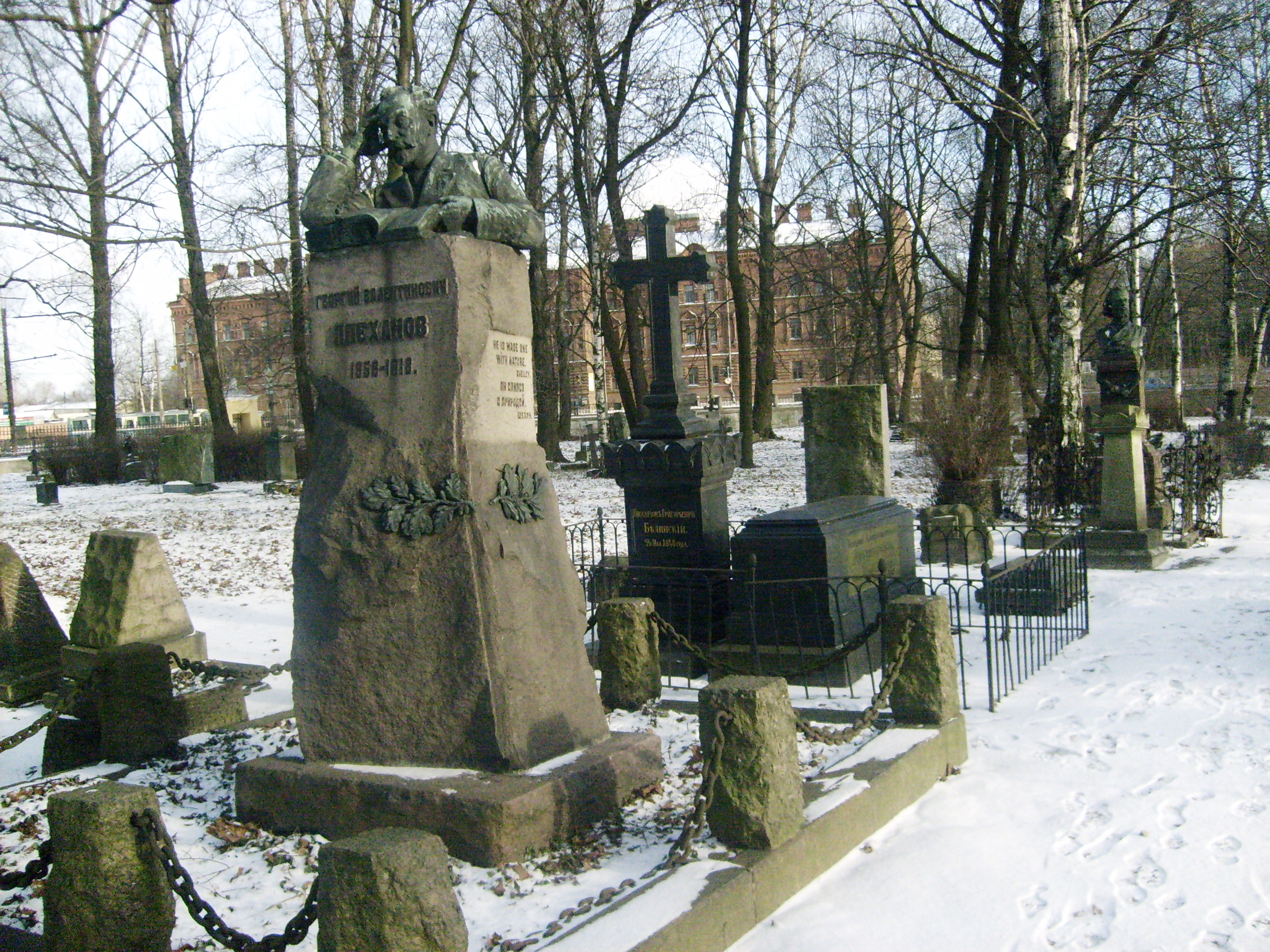
Gräber von Georgi Plechanow, Wissarion Belinski und Nikolai Dobroljubow (von links nach rechts) auf dem Wolkowskoje-Friedhof

Nachdem Dobroljubow 1860 mit nur 24 Jahren an Tuberkulose erkrankte, musste er seine Redakteurstätigkeit aufgeben und reiste ins europäische Ausland, um sich medizinisch behandeln zu lassen. Nach mehreren Monaten Aufenthalt und erfolglosen Therapieversuchen in Deutschland, Frankreich, der Schweiz und Italien kehrte er im Juli 1861 nach Petersburg zurück, wo er im November des gleichen Jahres starb. Er wurde auf dem Wolkowskoje-Friedhof beigesetzt.

## Ehrungen
In Russland, der Ukraine und anderen Staaten der ehemaligen Sowjetunion sind zahlreiche Straßen, Bibliotheken und Universitäten nach Dobroljubow benannt, so z. B. der Dobroljubow-Prospekt in St. Petersburg, die Dobroljubow-Straßen in Moskau, Königsberg oder Twer, die Dobroljubow-Bibliothek in Archangelsk oder die Staatliche Dobroljubow-Universität in Nischni Nowgorod. Denkmäler für Dobroljubow gibt es u. a. in seiner Geburtsstadt Nischni Nowgorod sowie St. Petersburg.

## Werk
Neben satirischen Publikationen und Parodien schrieb Dobroljubow mehrere Artikel zu philosophischen, literarischen oder historischen Themen, darunter die folgenden:
- Die ersten Jahre der Herrschaft Peter des Großen (1858)
- Die organische Entwicklung des Menschen im Zusammenhang mit seiner geistigen und sittlichen Betätigung (1858)
- Philosophisch-psychologisch vergleichende Betrachtung über Anfang und Ende des Lebens (1858)
- Literarische Kleinigkeiten des vergangenen Jahres (1859)
  - Was ist Oblomowtum? (1859)[5]
  - Ein Lichtstrahl im finsteren Reich (über Theaterstücke Ostrowskis; 1859)
  - Eingeschüchterte Menschen (zu Fjodor Michailowitsch Dostojevski: Erniedrigte und Beleidigte; 1861)
- Die unbegreifliche Seltsamkeit (1860)
- Das Reich der Finsternis